# Tangaroa (Floß)

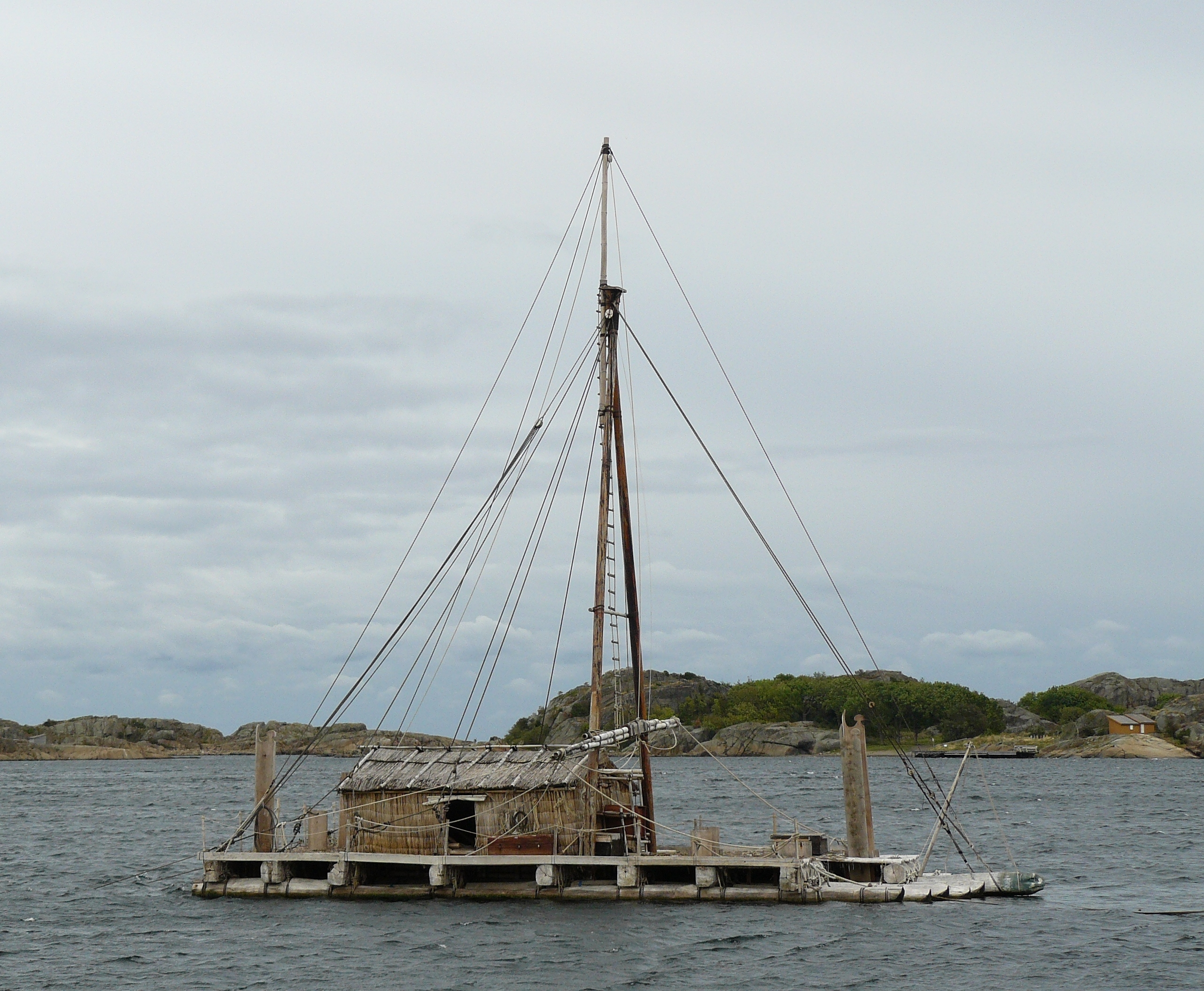
Der Balsaholzkahn Tangaroa liegt heute vor Stavern bei Larvik in Norwegen vor Anker. Man beachte die beiden Bilgenkühler/Ruder, die auf dem Bild vorne und hinten zu sehen sind, 2007

Tangaroa ist ein Floß aus Balsaholz, mit dem eine sechsköpfige Crew als Tangaroa-Expedition 2006 von Lima aus über den Pazifik nach Polynesien segelte. Die Expedition ähnelte stark Thor Heyerdahls Kon-Tiki-Expedition von 1947. Als solche war die Tangaroa-Expedition eine wissenschaftliche Fortsetzung von Thor Heyerdahls Experimenten mit nachgebauten Balsaflößen.

## Floß
Das Tangaroa-Floß übertraf die Kon-Tiki mit einem verbesserten Segelrigg und dem aktiven Einsatz von Steckschwertern (Guaras). Basierend auf Aufzeichnungen alter Andenschiffe hatte das Floß ein relativ ausgeklügeltes Rahsegel, das ein Aufkreuzen  gegen den Wind ermöglichte. Es war 16 m hoch und 8 m breit. Das Floß enthielt auch eine Reihe moderner Navigations- und Kommunikationsgeräte. Zur Ausrüstung der Tangaroa gehörten GPS, eine F-77 Satellitenantenne, AIS, sechs Sonnenkollektoren zur Stromerzeugung, Windgeneratoren, Entsalzungsausrüstung, Telefon, Internet, drei Notebooks, DVD-Player und ein Tabletcomputer. Namensgeber war der Māori-Meeresgott Tangaroa, Sohn der göttlichen Eltern Himmelsvater Rangi und Erdmutter Papa.

## Crew
Die sechsköpfige Crew der Tangaroa wurde vom Norweger Torgeir Higraff geleitet und umfasste Olav Heyerdahl (Enkel von Thor Heyerdahl, Schreiner, Bordingenieur), Bjarne Krekvik (Kapitän), Øyvin Lauten (Erster Offizier „XO“), Anders Berg (schwedischer Fotograf) und Roberto Sala (peruanischer Astronavigator).

## Expedition
Die Tangaroa startete am gleichen Tag wie Kon-Tiki – 28. April – und erreichte ihr Ziel am 7. Juli. Das war 30 Tage schneller als Thor Heyerdahls Kon-Tiki, die 101 Tage für die Reise benötigt hatte. Die hohe Geschwindigkeit der Tangaroa wurde der richtigen Verwendung der Guara-Schwerter in der Navigation zugeschrieben. Diese mussten gekürzt werden, um die Balance des Floßes nicht zu beeinträchtigen. Außerdem wurde ein direkterer Kurs eingeschlagen.

## Dokumentarfilm
Der Dokumentarfilm The Tangaroa Expedition („Ekspedisionen Tangaroa“) wurde 2007 von Videomaker (norwegisch) produziert und von den Fotografen Berg und Jenssen gedreht.